# فرودگاه اهه
فرودگاه اهه (به انگلیسی: Ahe Airport) یک فرودگاه همگانی با کد یاتا AHE است. این فرودگاه در شهر اهه کشور پلی‌نزی فرانسه قرار دارد و در ارتفاع ۳ متری از سطح دریا واقع شده‌است.

## شرکت‌های هواپیمایی و مقصدهای پروازی
| شرکت‌های هواپیمایی | مقصدهای پروازی                      |
| ----------------- | ----------------------------------- |
| ایر تاهیتی        | Apataki، Kaukura، Napuka، Niau، فاآ |